# 紅景子
紅 景子（くれない けいこ、1949年10月27日 - ）は、日本の元女優。本名、松山 貴美子 。旧姓名、中西 貴美子。
大阪府出身（出生は京都府）。明浄学院高等学校中退。

## 人物
中学時代に見たNHK大河ドラマ『花の生涯』に出演していた女優の淡島千景の演技に感動し、高校を2年で中退して淡島の内弟子となる。淡島には弟子入りの手紙を出したが返事がなかったため、アルバイトの賃金をもって淡島邸を訪れ一度は追い返されるが、淡島の付き人を通じて弟子入りを認められた。芸名は淡島によって命名された。
1968年、大阪新歌舞伎座の舞台『朝の雪』でデビュー。その後も舞台を中心に活動するが、1971年、『おらんだ左近事件帖』（フジテレビ）でテレビドラマに初レギュラー出演。
以後も『黒帯風雲録 柔』（日本テレビ）、『赤ひげ』（NHK）などの時代劇を中心に活動する。『赤ひげ』出演当時のインタビュー記事では「スタジオドラマは初めてなので緊張しましたが、最近になり慣れました」と述べている。そのほか、石ノ森章太郎原作で東映制作の特撮テレビドラマ『ロボット刑事』（フジテレビ）にレギュラー出演した。1975年には、芸術座の舞台『たぬき』で山田五十鈴と共演している。
1976年の舞台『花は花よめ』の共演がきっかけで、1977年11月に俳優の松山政路と結婚。結婚と同時に芸能界を引退。次女は女優の松山愛佳。また、自身の闘病経験を活かした講演活動を全国各地で行っている。

## 出演

### テレビドラマ
- おらんだ左近事件帖（1971年 - 1972年、CX）-　お春
- 黒帯風雲録 柔（1972年、NTV）-　妙
- 赤ひげ（1972年、NHK）-　お雪
- ロボット刑事（1973年、CX）-　芝奈美
- 明日殺られる（1973年、MBS）
- 白い影（1973年、TBS）-　川合友子
- 太陽にほえろ! 第56話「その灯を消すな!」（1973年、NTV） - 関口京子
- ぶらり信兵衛 道場破り（1973年 - 1974年、CX）-　おきみ
- 江戸を斬る 梓右近隠密帳 第18話「大奥に挑む」（1974年、TBS） - おしの
- 京で上りの夢の旅（1974年、NHK）
- くるくるくるり（1974年、NTV） - 三木鈴子
- ご存じ金さん捕物帳（1974年 - 1975年、NET）-　おみち
- 編笠十兵衛（1974年 - 1975年、CX）-　おたま
- 影同心シリーズ（MBS / 東映）
  - 影同心 第1話「夜霧の殺し節」（1975年） - おあき
  - 影同心 第21話「牢屋は極楽殺し節」（1975年） - おすみ
- 非情のライセンス 第2シリーズ 第31話「兇悪のプレゼント」（1975年、NET）
- あなただけ今晩は（1975年、CX）
- 十手無用 九丁堀事件帖  第4話「私は見た」（1975年、NTV）
- 破れ傘刀舟悪人狩り 第88話「百年目の逃亡者」（1976年、NET） - 野村美和
- 桃太郎侍 第17話「非情十手と人情豆腐」（1977年、NTV）-　おふじ
- 遠山の金さん 第76話「誘拐身代二千両」（1977年、NET）-お波
- 同心部屋御用帳 江戸の旋風III 第8話「危うし城之介!!」（1977年、CX）
- 水戸黄門 第8部 第9話「人情しだれ柳 -岡崎-」（1977年、TBS）-　お初
- 伝七捕物帳 第157話「長屋に咲いた夫婦花」（1977年、NTV）-　お安

### 舞台
- 朝の雪（1968年、大阪新歌舞伎座）
- たぬき（1975年、芸術座）
- 寺田屋お登勢
- 花は花よめ（1976年、明治座）